# Zitao Huang
Pour les articles homonymes, voir Tao (homonymie) et Huang.
Zitao Huang (chinois : 黄子韬, pinyin : Huáng Zǐtāo, coréen : 타오, 황지타오) est un chanteur, rappeur, acteur et compositeur chinois né le 2 mai 1993 à Qingdao en Chine. Il était membre du boys band sud-coréen Exo et de son sous-groupe chinois EXO-M.
C'est en 2015 que Zitao Huang décide de quitter EXO et d'entamer une poursuite judiciaire contre SM Entertainment, l'agence avec laquelle il était sous contrat à l'époque. Son contrat étant cependant toujours valable avec le label, il est donc officiellement toujours membre du groupe. Pour autant, il se consacre à présent à sa carrière de chanteur solo et de compositeur sous son propre label, « Huang Z.Tao Studio » et décide par la même occasion d'adopter un nouveau nom de scène, Z.Tao qui se prononce en chinois Zitao, comme son prénom, son nom de scène au sein d'EXO était simplement Tao.

## Biographie

### Jeunesse
Huang Zitao est né dans la ville de Qingdao, dans la province de Shandong en Chine. Lorsqu'il était enfant, il pratiquait le wushu, dérivé des arts martiaux traditionnels chinois, et est devenu par la suite étudiant dans ce sport.
D'après un professeur de musique de la Shandong Qingdao no 47 Middle School, Zitao était un élève très timide mais qui gagna cependant en popularité après avoir participé à de multiples petites représentations ayant lieu dans l'école à chaque semestre. C'est ce même professeur qui l'aurait encouragé à poursuivre ses efforts dans une voie musicale.
Lors de son adolescence, Zitao aimait chanter mais aussi danser et jouer au basket-ball. Cependant, on distinguait surtout chez lui un grand intérêt pour les arts martiaux chinois et il pratiquait d'ailleurs régulièrement le wushu. Ye Zi, un ancien professeur de danse de Zitao, décrit d'ailleurs son ancien élève en disant : « Il était toujours silencieux lors des pauses. Il ne parle pas énormément et joue toujours de la guitare seul, à côté de la fenêtre. ».
C'est en 2010, alors qu'il accompagnait un ami à une audition de la MBC qui recherchait des jeunes talents, qu'il est immédiatement repéré par un représentant de l'agence sud-coréenne SM Entertainment.

### Carrière musicale

#### 2011-2015: Carrière au sein d'EXO et rupture de contrat
Le 27 décembre 2011, c'est dans un teaser posté par la SM Entertainment sur sa chaîne YouTube officielle que Zitao est présenté sous le nom de Tao, troisième membre officiel du nouveau groupe de l'agence : EXO. Dans cette vidéo, il dévoile au public ses capacités en arts martiaux et sa grande souplesse. EXO débute officiellement le 8 avril 2012.
En 2013, Zitao participe à l'émission de télé-réalité Splash! diffusée par la chaîne sud-coréenne MBC du 23 août au 13 septembre. Cependant, après quatre épisodes seulement, la chaîne est contrainte d'annuler la diffusion de l'émission en raison de nombreuses célébrités apparemment blessées lors du tournage.

En 2014, il fait une apparition dans les clips de la chanteuse chinoise Zhang Liyin pour les singles « Agape » (réalisé le 5 août) et « Not Alone » (réalisé le 22 septembre). Dans ces deux clips qui réunissent une seule et même histoire continuelle, il incarne le rôle du protagoniste au côté de Victoria Song du girl group sud-coréen F(x). Il collabore également dans l'album du chanteur chinois Zhou Mi sur deux de ses chansons: « Rewind » et « Love Tonight ».

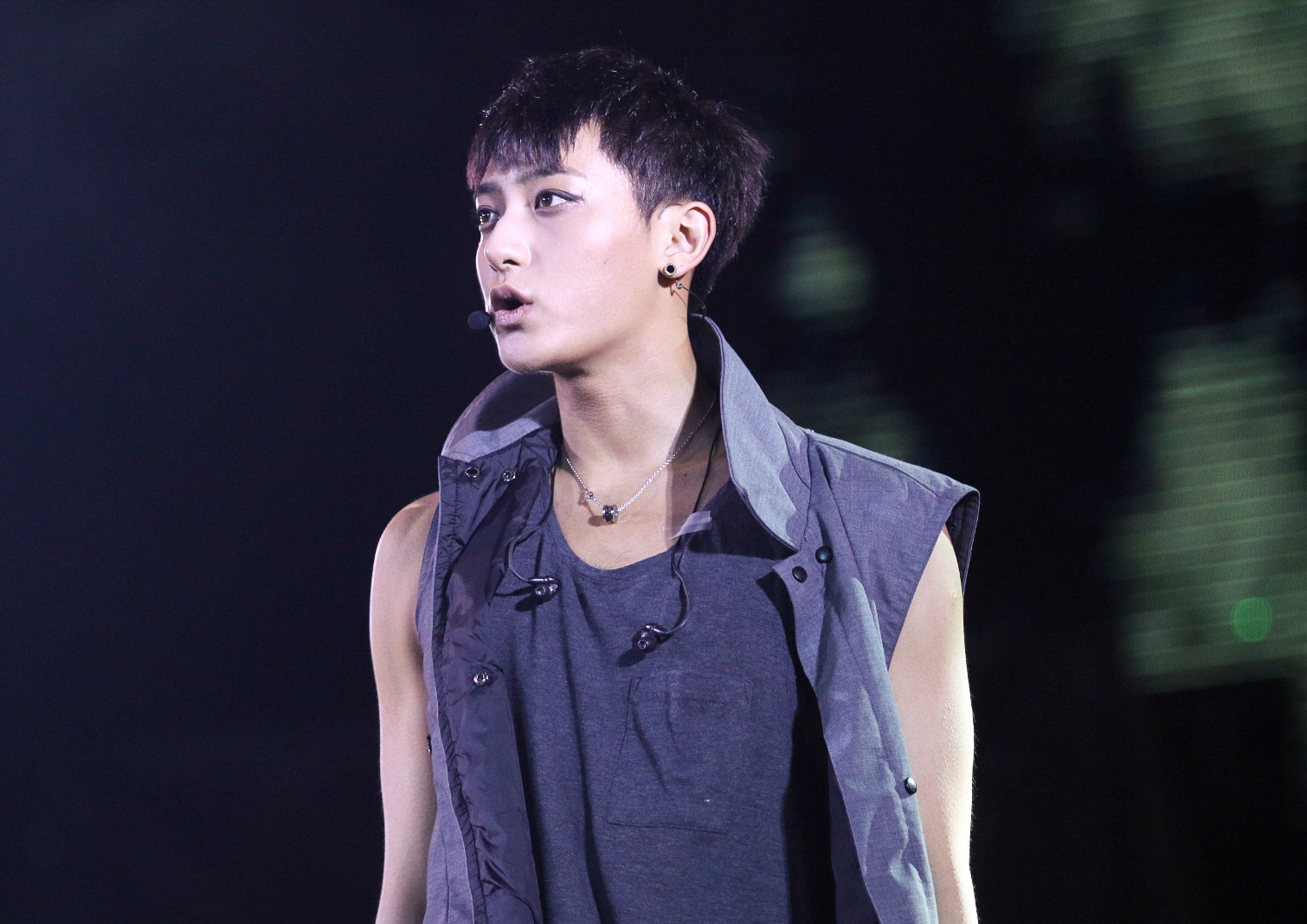
Huang Zitao en 2014 lors du concert EXO The Lost Planet à Jakarta.

Le 3 février 2015, il se blesse à la cheville lors d'un match de basket ayant lieu lors du tournage de l'émission Idol Stars Athletics Championship. Le 7 mars 2015, lors du premier concert de la seconde tournée d'EXO, « EXO'luXion », Tao est obligé de quitter la scène au milieu du concert à cause de sa blessure qui l'empêche de danser correctement. Malgré ce fâcheux événement et ses blessures, il confirme dans une conférence de presse qu'il continuera la promotion avec le groupe. Cependant, après une nouvelle performance du groupe, ayant lieu le 2 avril 2015 au M Countdown, la SM Entertainment annonce que Tao ne pourra malheureusement pas participer aux prochaines représentations du groupe, ses blessures s'étant trop aggravées pour lui permettre d'assurer une performance aux côtés du groupe. Afin de se reposer, l'agence lui permet de rentrer quelques jours en Chine, chez ses parents.

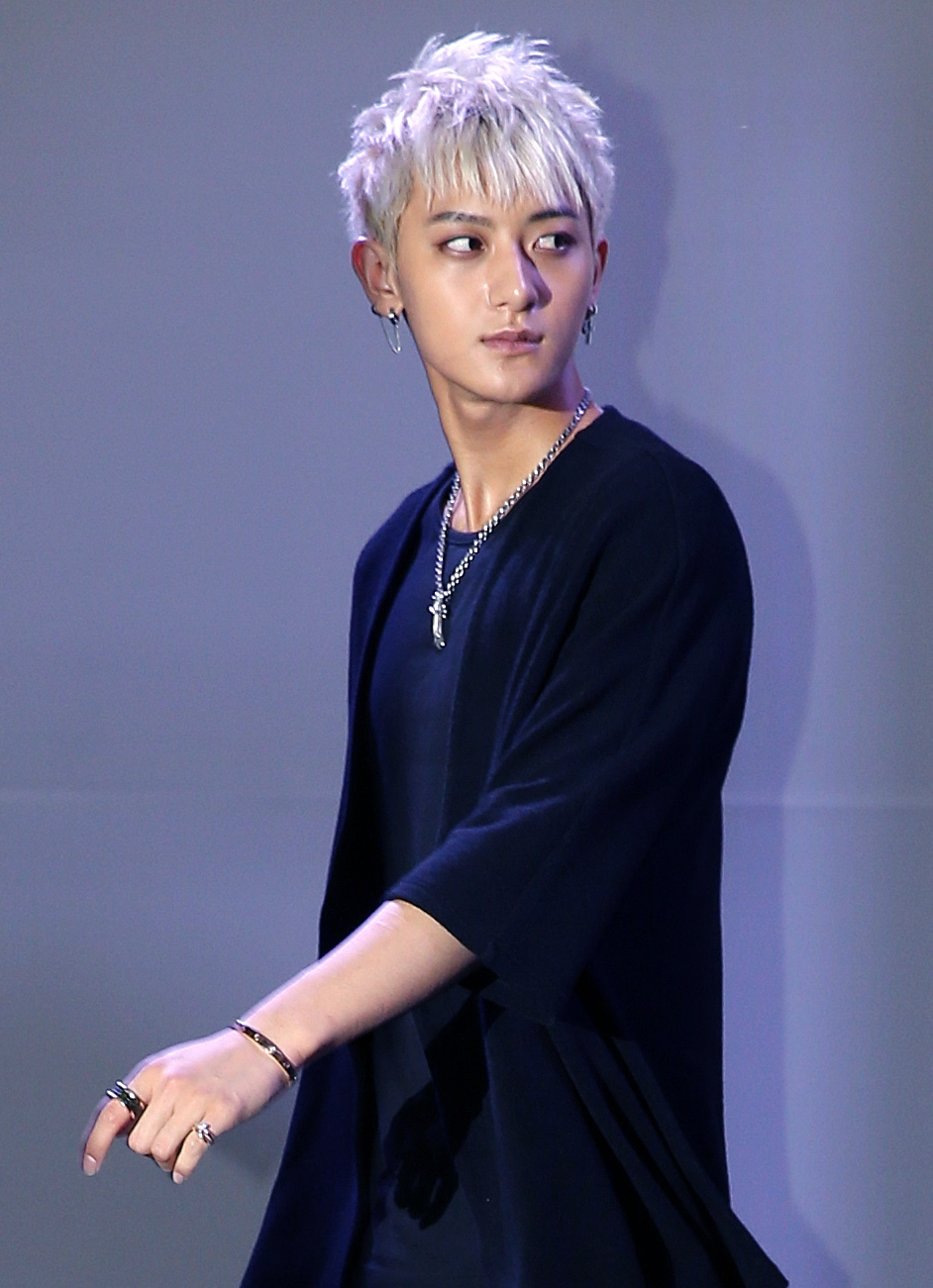
Zitao Huang en 2014, au Fashion Kode.

L'absence de Tao lors des performances et de la promotion d'EXO fait alors naître de nombreuses rumeurs de départ du groupe sur Internet et dans les médias chinois. Il laisse d'ailleurs lui-même quelques sous-entendus explicites susceptibles d'indiquer qu'il aurait effectivement quitté le groupe (lettre de son père expliquant sa déception envers la façon dont l'agence aurait traité les blessures de son fils, suppression du mot EXO de son pseudo Instagram, les mots « Je suis désolé » au cours d'un discours le jour de son anniversaire) mais aucun communiqué de SM Entertainment indique alors qu'il a bel et bien quitté le groupe.
Le 12 juin 2015, le MyDaily annonce la création du « Huang Z.Tao Studio », une société de production et un label géré par Zitao lui-même. Le 24 août 2015, le chanteur décide de rompre son contrat mais également d'attaquer en justice la SM Entertainment. Les raisons de cette plainte seraient liées aux problèmes de santé très réguliers que Zitao a pu rencontrer durant ses années d'activités au sein d'EXO, faute de traitement de la part de l'agence.
Le 22 septembre 2015, la SM Entertainment décide à son tour d'attaquer le chanteur en justice pour activités illégales. En effet, d'après l'agence, les activités chinoises de ce dernier seraient illégales puisque le chanteur aurait signé avec un nouveau label afin de produire un album en solo alors qu'il était encore sous contrat avec la SM Entertainment. L'agence sud-coréenne aurait également accusé le chanteur de se servir de la popularité d'EXO afin de développer une carrière solo.

#### 2015: Carrière solo, T.A.O et Z.TAO
Le 23 juillet 2015, Zitao réalise ses débuts en tant qu'artiste solo avec un premier EP digital intitulé T.A.O. Cet EP marque les débuts très prometteurs de Zitao en tant qu'artiste solo puisqu'il remporte un grand succès en Chine et se vend à 670 000 exemplaires lors de la première semaine après sa sortie.
L'album est alors suivi d'un second EP intitulé cette fois-ci Z.TAO réalisé le 19 août 2015. Zitao réalise également son premier concert en solo le 23 août au Beijing Exhibition Center Theater. Le concert est en réalité un concert de charité dont les fonds sont reversés aux victimes des Explosions de Tianjin survenues quelques jours avant la sortie de Z.TAO.
Le 15 octobre, il réalise le single Reluctantly. La chanson est une ballade composée par Zitao lui-même. Au 2015 Migu Music Awards, il a interprété la chanson et est récompensé du prix de la meilleure performance, son premier prix remporté en solo.
Fin 2015, il compose la chanson I'm the Sovereign en accord avec le jeu vidéo I'm the Sovereign. La chanson est classée no 1 dans les classements chinois dans la semaine du 5 décembre 2015.

#### 2016: The Road
Le 12 janvier 2016, Zitao remporte le prix du chanteur masculin le plus Influent au Mobile Video Festival lors duquel il interprète la chanson Alone. Peu de temps après, le 29 janvier, il est invité à rejoindre le SoYoung 2016 Live Concert Tour dans lequel figurent les musiciens les plus populaires de Chine. C'est lors de ce concert qu'il interprète Reluctantly, Crown, M.O.M, I'm the Sovereign, et Feel Awake et reçoit le prix du chanteur le plus populaire.
En mars 2016, il annonce qu'il travaille sur un nouvel album intitulé, The Road et qu'il effectue de nombreux voyages vers Los Angeles afin d'enregistrer et de collaborer avec Nick Lentz, un réalisateur et directeur américain. L'album contient quatre chansons, chacune d'entre elles accompagnées d'un clip vidéo. La chanson principale de l'album The Road a été composée par Zitao. Elle sort le 22 avril et est suivie de son clip, qui sort le 29 avril,.
Le 1er mai 2016, il débute sa première tournée à Nankin et réalise un clip vidéo pour son single Hello Hello en collaboration avec le rappeur américain Wiz Khalifa. Zitao annonce également qu'il se produira lors d'une nouvelle tournée à travers l'Asie en novembre 2016.

## Style musical
À la suite de son départ d'Exo et de son retour en Chine, Zitao a déclaré qu'il voulait poursuivre une carrière dans l'industrie musicale chinoise (Mandopop). Depuis, il compose et écrit lui-même ses chansons, s'inspirant de ses propres expériences.
Même si Zitao se distingue par ses qualités de rappeur, il réalise parfois des ballades où il démontre ses talents en chant. Son style de musique est un mélange de hip-hop, de dance mais aussi d'instrument de musique chinois. Il cite Jay Chou comme étant sa source d'inspiration musicale. Zitao a également déclaré qu'il souhaitait, en tant qu'artiste, que la C-pop ait plus de reconnaissance internationale, au même titre que la K-pop.

## Carrière en tant qu'acteur et téléréalité
Zitao fait ses premiers pas en tant qu'acteur en incarnant le personnage de William dans le film You are My Sunshine aux côtés des acteurs Huang Xiaoming et Yang Mi. Le film sort le 30 avril 2015[réf. souhaitée].
Tout au long de l'année 2016, Zitao joue dans de nombreuses productions cinématographiques. On le retrouve ainsi dans le rôle de Kang Qiao, personnage principal du thriller Edge of Innocence, réalisé par Chang Jung-Chi et inspiré de l'œuvre littéraire japonaise Summer, The Portrait of a 19 Year Old écrite par Sōji Shimada. Pour le film, Zitao compose également la chanson 19 years Old . Par la suite, Zitao apparait dans les dramas A Chinese Odyssey: Love You A Million Years puis dans The Negotiator, à nouveau aux côtés de Yang Mi.
En octobre 2016, il prend part à la deuxième saison de l'émission de téléréalité Takes a Real Man, produite par la chaîne de télévision chinoise Hunan Télévision. Le principe de l'émission est de filmer des artistes et personnalités chinoises dans le quotidien des Forces aériennes chinoises.
En décembre 2016, Zitao incarne le personnage de Dai Ha dans le film RailRoad Tigers réalisé par Ding Sheng et Jackie Chan. Le film remporte beaucoup de succès en Chine et de très bonnes remarques sont émises concernant la performance de Zitao en tant qu'acteur.
En 2017 sort le film d'action The Game Changer réalisé par Gao Xixi et dans laquelle Zitao joue le rôle de Fang Jie.

## Arts martiaux
Depuis l'âge de 5 ans, Zitao a reçu une formation en arts martiaux, plus particulièrement en wushu. Lors de sa jeunesse à Qingdao, il a participé à de nombreuses compétitions et a remporté de nombreux prix pour ses performances au wushu et en maniement du sabre.

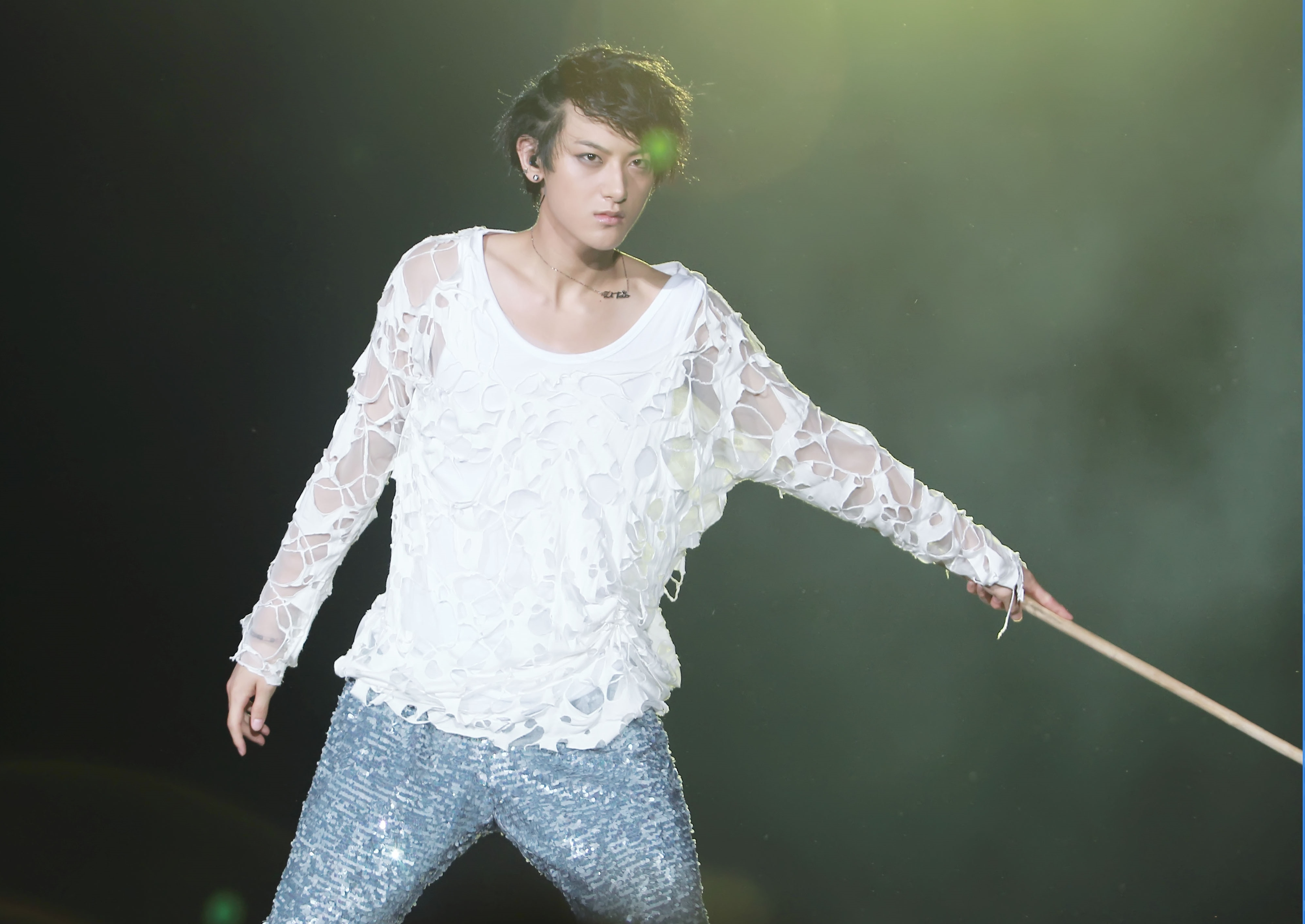
Zitao Huang en 2012, lors du SMTown Live World Tour III à Séoul. Il avait alors fait une courte démonstration de dance mêlée à des techniques de Wushu face au public.

C'est son père qui le poussa à apprendre les arts martiaux. En raison du caractère très espiègle de Zitao, son père désirait lui apprendre la discipline et ce fut ainsi que Zitao s’entraînait au wushu en parallèle avec ses cours. De ce fait, Zitao menait une vie plutôt différente de ses camarades de classe : il lui arrivait de rester jusqu'à des heures très tardives à l'école pour s’entraîner tandis que les autres élèves rentraient normalement chez eux dès la fin des cours. Néanmoins, à cause d'une blessure à la tête qui aurait pu lui être fatale, il a été obligé d'arrêter la pratique du wushu pendant un an. Zitao a déclaré que cette maîtrise des arts martiaux était réservée en cas d'auto-défense et non dans un but de violence.
Zitao a également exprimé son désir de devenir une star des arts martiaux, ou du moins des films d'actions contenant des scènes d'arts martiaux. Lorsqu'il était en Corée du Sud, Zitao était entraîné par Bruce Khan, qui s'est occupé des chorégraphies lors de scènes d'actions de nombreux films tels que Le Médaillon où l'on retrouve Jackie Chan. Michelle Yeoh, une actrice et pratiquante des arts martiaux ayant rencontré Zitao lors du tournage du drama The Negotiator, aurait complimenté le chanteur pour ses capacités en wushu et lui aurait souhaité une carrière pleine de succès dans les arts martiaux chinois. Zitao a lui-même déclaré qu'il voulait prendre la relève de Jackie Chan dans la promotion des arts martiaux.
À noter que pour le film Railroad Tigers, le réalisateur a spécialement choisi Zitao pour ses connaissances en art martial afin de jouer le rôle du personnage de Dai Ha. En effet, le  réalisateur du film, Ding Sheng, aurait visionné le teaser réalisé lors de ses débuts au sein d'Exo et décida immédiatement de le rencontrer afin de le faire jouer dans son film. D'ailleurs, Jackie Chan aurait également exprimé de très bonnes remarques lors du visionnage du teaser. Zitao aurait confié que Jackie Chan lui aurait promis de lui enseigner quelques mouvement de Tai-chi-chuan si leurs emplois du temps le permettaient,.

## Discographie

### Carrière solo (depuis 2015)

#### Albums
| Année | Titre    | Chansons |
| ----- | -------- | --- |
| 2016  | The Road | 1. The Road 2. Hello, Hello (feat. Wiz Khalifa) 3. Black White (AB) 4. Underground King 5. Adore 6. 十九歲 (19) 7. Mystery Girl 8. New Day 9. T.A.O 10. 皇冠 (Imperial Crown) 11. One Heart 12. 舍不得 (Reluctantly) 13. Cinderella Girl 14. 我是大主宰 (I'm the Sovereign) 15. Feel Awake 16. M.O.M 17. Alone 18. Yesterday |

#### Extended Plays
| Année | Titre | Chansons                                                           | Détails                                             |
| ----- | ----- | ------------------------------------------------------------------ | --------------------------------------------------- |
| 2015  | T.A.O | 1. T.A.O 2. One Heart 3. Yesterday                                 | Sorti le 23 juillet 2015 Label : Huang Zitao Studio |
| 2015  | Z.TAO | 1. 皇冠 (Imperial Crown) 2. Cinderella Girl 3. Feel Awake 4. Alone | Sorti le 19 août 2015 Label : Huang Zitao Studio    |

#### Single(s)
| Année | Titre | Détails                                         |
| ----- | ----- | ----------------------------------------------- |
| 2016  | Adore | Sorti le 5 juin 2016 Label : Huang Zitao Studio |

#### Collaboration
| Année | Artiste | Album  | Chansons                  |
| ----- | ------- | ------ | ------------------------- |
| 2014  | Zhou Mi | Rewind | Love Tonight              |
| 2014  | Zhou Mi | Rewind | Rewind (Version chinoise) |

### Concerts
- Z.TAO First Concert : Beijing Exhibition Center Theater, le 23 août 2015
- Z.TAO The Road : Nankin, le 1er mai 2016

## Filmographie
| Année | Titre                      | Titre Chinois    | Rôle      | Réalisateur    |
| ----- | -------------------------- | ---------------- | --------- | -------------- |
| 2015  | You are my sunshine        | 何以笙箫默       | William   | Huang Bin      |
| 2016  | Edge of Innocence          | 夏天十九岁的肖像 | Kang Qiao | Jung-Chi Chang |
| 2016  | The Legend of Famen Temple | 法门寺密码       | Zhao Ye   | Tsui Hark      |
| 2016  | Railroad Tigers            | 铁道飞虎         | Dai Ha    | Ding Sheng     |
| 2017  | The Game Changer           | 游戏规则         | Fang Jie  | Gao Xixi       |